# Émile Rocher
 (septembre 2022).
Ne doit pas être confondu avec Émile Rocher (explorateur).
Émile Rocher, né le 9 mars 1928 à Lorient et mort le 30 juillet 2014 à Vannes,, est un peintre, sculpteur et céramiste français.

## Biographie
Émile Rocher étudie à l'École des beaux-arts auprès du peintre et musicien Maxime Clément (1877-1963), conservateur du musée de Lorient à partir de 1924, et du sculpteur Émile Le Neuthiec, son parrain.
En 1948, il part en Afrique du Nord peindre les paysages du Maroc et de l'Algérie.
À son retour en France, il s'installe à Saint-Renan, connue pour son activité d'extraction d'étain, métal qui lui servira quelques années plus tard dans ses créations d'émaux.
En février 1953, il part sur la Côte d'Azur à la rencontre des peintres et céramistes de Provence.
Cannes, Nice, Saint-Paul-de-Vence, Vallauris sont ses lieux d'inspiration. Il y rencontre aussi François André, directeur du casino municipal de Cannes, qui reçoit le jeune artiste.
Puis il revient en Bretagne; il achète un four à céramique avec toutes ses économies pour se lancer dans les arts du feu. Les années 1950 voient la naissance d'une école artistique et créative à laquelle Émile Rocher participe activement.
Émile Rocher réalise de nombreuses pièces uniques comme ses oiseaux et poissons sur fond rouge, Tahitiennes et Bohémiennes cubistes.
Les premiers succès arrivent : des commandes pour le président de la République René Coty, la Marine nationale, des écoles et lycées.
Les Faïenceries de Quimper lui proposent de diriger leurs créations : Rocher hésite, puis refuse craignant de perdre sa liberté d'artiste.
En 1956, ce sont les Faïenceries de Saint-Jean-la-Poterie, situées à proximité de Nantes, qui lui font la même proposition, qu'il décline. Il collabore toutefois avec cette maison pour l'édition d'une collection de pièces signées de son nom (notamment les Petites filles de Plougastel au panier de fraises. Il commande un deuxième four pour son atelier et produit une collection importante et recherchée de céramiques.
Rocher continue à peindre ses huiles, aquarelles et réalise de nombreux dessins. De 1960 aux années 1970, ses toiles sont exposées à la galerie Vallombreuse (Paris - Biarritz) et au Petit Palais à Paris (notamment le tableau Les Deux amies).
En 1978, il se retire dans le golfe du Morbihan et refuse toute exposition pour se consacrer à ses recherches picturales.
En 1989, il dessine et installe sa maison-atelier à Carnac, dans la baie de Quiberon. Il change totalement de facture et peint par périodes ou par collections, avec de grands aplats de couleurs : périodes rouge, jaune, bleue, or. Sa période rouge (nombreux nus et vues de Venise), sa période or (« Carnaval de Venise ») ainsi que sa période « Féerie de Bretagne » sont les plus célèbres.
Il peint des vues de Bretagne (les îles du golfe du Morbihan, Pont-Aven, Carnac), mais aussi de nombreuses huiles et aquarelles de Venise, Paris, Londres, et des paysages de Grèce, de Provence et d'Italie, ainsi que des portraits de jeunes filles dans des jardins ou à la terrasse en Méditerranée.
En 2002, le groupe Accor Casinos apporte son mécénat à la rétrospective Émile Rocher (juillet - août 2002), au casino de Carnac.
Ses œuvres figurent au musée des beaux-arts de Brest, au musée du Faouët, à l'Institut culturel de Bretagne, au Conseil régional de Bretagne et dans des collections dans 21 pays (États-Unis, Royaume-Uni, Allemagne, Liban, Suisse, Belgique, Luxembourg, France, Italie, Mexique, Japon…).
En janvier 2014 est créé le « Fonds de dotation Émile-Rocher » afin de préserver son œuvre.
En juillet 2014, revenant d'un voyage en Toscane où il réalisait une collection d'œuvres sur l'Italie, Émile Rocher s'éteint, laissant une collection exceptionnelle d'huiles, d'aquarelles, de dessins et de sanguines.
En 2021, la ville de Carnac rend hommage au « maître de la couleur » avec l'inauguration de l'Observatoire Émile-Rocher situé à la pointe Churchill face à la Grande Plage,.

## Expositions
- Exposition Émile Rocher, musée du Ponant, Saint-Renan, 2015[10]
- Hommage à Émile Rocher, le Maître de la Couleur, Hôtel de Ville de Carnac et Espace Terraqué, 2021[8]